# Марія Луїса Рамос Урсагасте
Марія Луїса Ра́мос Урсага́сте (ісп. María Luisa Ramos Urzagaste) — болівійський дипломат. Надзвичайний і Повноважний Посол Болівії в Україні за сумісництвом.

## Життєпис
Народилася 21 січня 1965 року. У 1991 році закінчила сільськогосподарський факультет Університет дружби народів ім. Патріса Лумумби за спеціальністю «зоотехніка». У 2003-му здобула ступінь майстра за спеціальністю «соціоекономіки навколишнього середовища», Тропічний агрономічний центр досліджень і навчання CATIE, Туріальба, Коста-Рика.
У 1992—1995 рр. — інженер-агроном Національного аграрного університету Нікарагуа в м. Манагуа, Нікарагуа (UNA).
У 2006—2007 рр. — віце-міністр з економічних відносин і зовнішньої торгівлі Болівії. Президент комісії Андського Співтовариства Націй CAN.
У 2006 р.- секретар Pro tempore 2-го саміту південноамериканських країн.
У 2007 — координатор з боку Болівії в комерційних переговорах Андського Співтовариства Націй CAN з Європейським Союзом, Андського Співтовариства Націй CAN з Американським спільним ринком MERCOSUR.
У 2009—2015 рр. — Надзвичайний і Повноважний Посол Болівії в РФ.
У 2011—2015 рр. — Надзвичайний і Повноважний Посол Болівії в Україні за сумісництвом. 14 червня 2011 року вручила вірчі грамоти Президенту України Віктору Януковичу.
З 2016 року — Надзвичайний і Повноважний Посол Болівії в Іспанії.